# 오메가 성운
오메가 성운(M17 혹은, NGC 6618)는 궁수자리에 있는 H II 영역이다. Philippe Loys de Chéseaux가 1746년 봄에 발견하였고, 1764년 샤를 메시에가 메시에 천체 목록에 넣었다.
오메가 성운은 지구에서 5,000~6,000 광년 떨어져 있으며, 겉보기 등급은 +6등급이다. 시직경은 11분으로 지름은 15광년 정도며, 성간 물질로 이루어진 구름까지 포함하면 대략 40 광년의 크기이다. 오메가 성운의 총 질량은 태양 질량의 약 800배이다.

## 같이 보기
- 메시에 천체 목록
- 메시에 천체
- 신판일반목록